# 天津犹太移民
天津犹太移民指天津市的犹太人移民。自19世纪60年代至20世纪50年代期间，发生过三次且比较集中的犹太人移民天津的情况，分别为1860年的天津开埠之后、19世纪末20世纪初的十月革命期间以及20世纪上半叶的第二次世界大战期间。根据20世纪30年代末期的美国出版物《犹太年鉴》中记载，1935年当年的在天津居住和流动的犹太人总数已经达到了3500人，为在天津犹太人人数的最高纪录。自天津开埠以来，犹太人主要集中居住在天津租界的五大道和小白楼一带并形成了一个面积广大的犹太人聚集群落。在天津的犹太人还建立起相对独立的犹太社区，他们在社区内保持着完整的民族生活方式，并使社区内的经济、文化、教育等生活形态逐步建立。在第二次世界大战期间，天津的犹太人社区也维持了原有的存在方式，成为犹太人逃脱纳粹大屠杀的一片避难地。1948年，以色列建国之后，犹太移民陆续返回以色列，天津的犹太人所开设的医院、学校、俱乐部等先后关闭。历史上，在天津的犹太移民以俄国阿什肯那齐犹太人为主，天津的犹太移民也是继哈尔滨之后又一个以阿斯肯那齐（俄国）犹太人为主的犹太社团，亦是中国第四大犹太社团。

## 组织
- 天津犹太宗教公会：天津犹太宗教公会于1905年成立，当时又称“天津希伯来协会”（Hebrew Association of Tientsin）。设有天津犹太俱乐部、天津犹太医院、天津犹太养老院、天津犹太饭堂和天津犹太公墓等下属福利救济机构。
- 天津犹太慈善协会：天津犹太慈善协会于1932年成立，并于同年11月16日在天津西湖饭店举办慈善募捐舞会筹集善款资助犹太难民。

## 公共设施

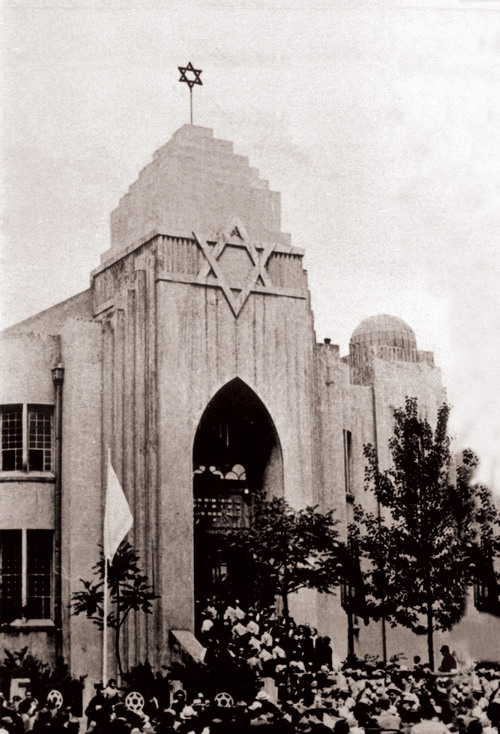
1948年，天津犹太移民在以色列建国时聚集在天津犹太教堂前

- 天津犹太学校：天津犹太学校成立于1925年10月，坐落于在天津英租界维多利亚道（今解放北路126号），为天津和华北地区的犹太人子女接受教育的犹太学校。学校设有幼稚园、初等科、中等科和高等科，校图书馆藏书有两千余册。学校教授犹太历史和希伯莱语言文学。
- 天津犹太俱乐部：犹太俱乐部成立于1937年，坐落于在天津英租界24号路（今曲阜道），为天津犹太移民文化娱乐和社交活动的场所。俱乐部内设有图书馆、剧场、餐厅、棋室、台球室等设施。图书馆藏有500余册希伯莱文、俄文、英文书籍。剧场时常举办戏剧、音乐会和舞蹈表演。
- 天津犹太医院：天津犹太医院成立于1937年，坐落于在天津英租界66号街，医院面向犹太人病人和中国病人。
- 天津犹太养老院：天津犹太养老院坐落于在天津英租界41号街，主要收容犹太老人。
- 天津犹太公墓：天津的犹太公墓当时主要有天津犹太公墓和程林庄犹太公墓，主要设在天津俄租界。[2]

## 宗教

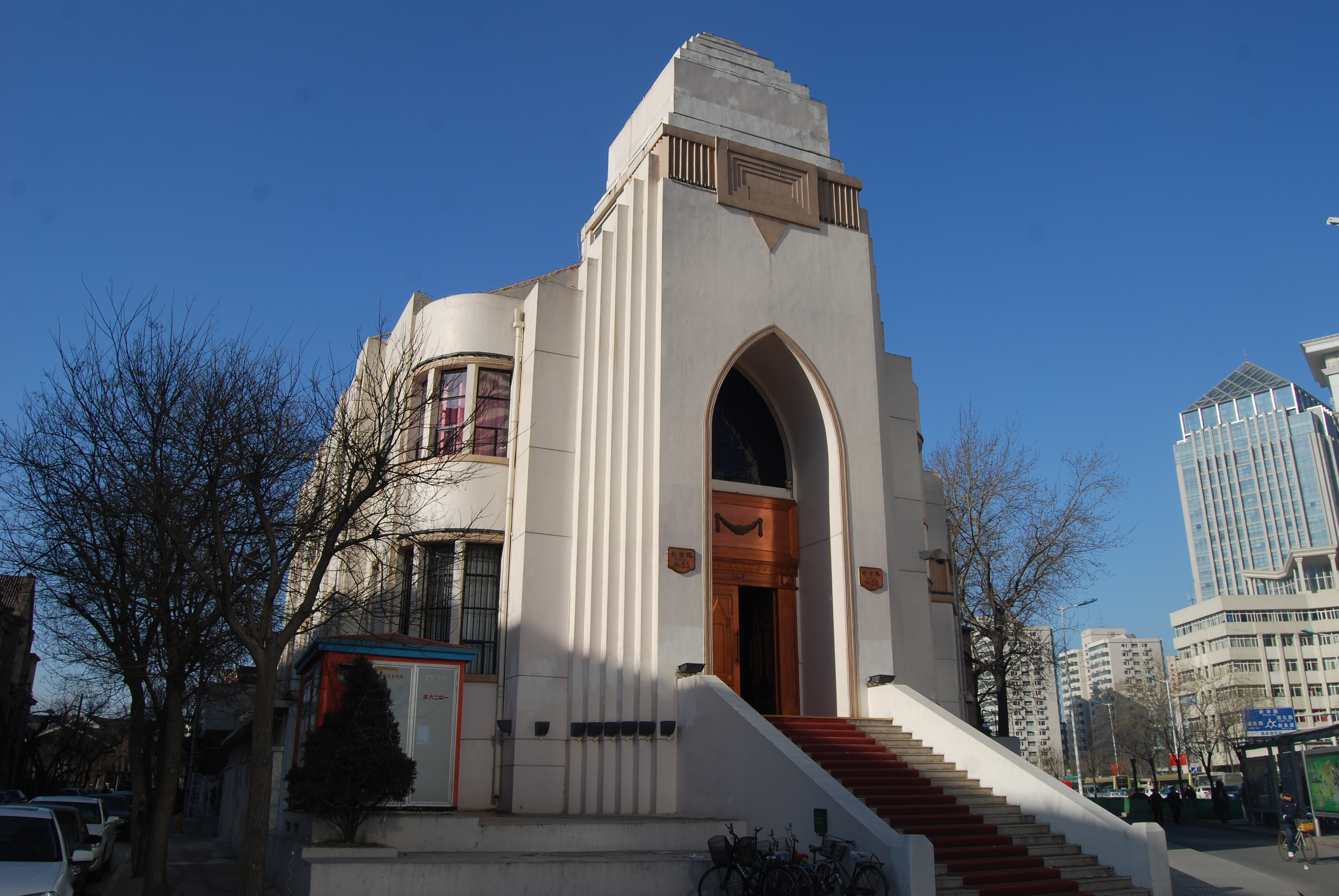
天津犹太教堂

1905年，犹太教祭司吉利舍维奇在天津创立犹太宗教公会，并在天津英租界租赁房屋作为天津犹太教堂。此后，犹太宗教公会成为代表天津犹太侨民的组织机构，主要工作包括：主持宗教活动、管理教堂、登记犹太侨民出生、死亡、结婚和离婚等事宜。天津犹太宗教公会有会员千余人。1925年，天津犹太教堂搬至马场道并设立宗教委员会，吉利舍维奇为宗教委员会主席并主持教堂内的宗教活动。1939年，天津犹太宗教委员会在天津英租界的小河道（Creek Road）和都柏林道（Dublin Road）交口，后第十區上海道14號（今和平区南京路与鄭州路交口）兴建天津犹太教堂，新教堂于1940年9月落成，该建筑由北歐建築師設計，是一座具有猶太教風格的教堂，原建筑屋顶立有一金属质六芒星，建筑正面顶端亦镶嵌有六芒星，现已拆除但依稀可见六芒星的痕迹，现为特殊保护等级历史风貌建筑。1948年，寓居在天津的猶太人曾在此處慶賀以色列建國，之後，大量的猶太人返回以色列定居，同時中國進行的内戰讓身处天津的猶太人感到不安全，所以很多俄籍猶太人回到蘇聯。由于大部分在天津的犹太人收入减少，加上有贫苦的犹太人需要救济，犹太公会提出出售房产。1955年，犹太公会将犹太教堂出售给天津市人民政府并由政府转给天主教天津教区改为天主教小营门教堂。1958年，猶太宗教公會正式宣布停止活动。虽然天津犹太人已所剩无几，在1956年至1959年間不斷接受上海犹太社团委员会的資助。直到1992年，此處被出租給香港潮州軒酒家，后遭到宗教人士反對后遷出后空置。2006年3月16日，天津市市长戴相龙与以色列驻中国大使海逸达的会晤时，以色列驻中国大使对在天津修复犹太教堂和其他的文化活动表示出兴趣。戴相龙在会上宣布犹太教教堂作为文化遗址加以保护。2009年，天津猶太教堂重新整修，改建为中法会馆。

## 天津著名的猶太人
- 伊斯雷爾·愛潑斯坦
- 伊莎贝尔·梅纳德
- 赛穆尔·米勒
- 利奥·奥尔伦斯
- 本杰明·卡布林斯基
- 马丁·贝茨

## 内部链接
- 猶太裔中國人